# 구링이
구링이(중국어: 古靈益 고령익, 1991년 7월 3일~)는 중국의 바둑 기사이다.

## 경력
- 제21회 세계청소년바둑대회 우승
- 2004년 갑조리그 8연승
- 2005년 갑조리그 4연승, 3단 승단
- 2007년 제6회 서남왕배 우승, 5단 승단
- 2008년 제7회 서남왕배 우승
- 2009년 제8회 서남왕배 우승(대 구리)
- 2010년 제22기 명인전 준우승 (대 구리 1:3), 위부방개배 우승 (대 펑리야오)
- 2011년 제10기 서남왕배 우승(대 당이페이)
- 2012년 제4회 BC카드배 월드 바둑 챔피언십 64강, 바이링배 64강
- 2013년 제12기 서남왕배 4강, 제27기 중국천원전 준우승(대 천야오예 0:2), 삼성화재배 16강